# Elaine de Kooning
Elaine de Kooning (anglès: Elaine Marie de Kooning)  (Brooklyn, 12 de març de 1918 - Southampton, 1 de febrer de 1989) fou una pintora estatunidenca, exponent fonamental de l'expressionisme abstracte americà. També es dedicà a la crítica d'art i a l'ensenyament.

## Joventut i formació
Els seus pares eren Mary Ellen O'Brien, una catòlica irlandesa, i Charles Frank Fried, un protestant d'ascendència jueva. El seu pare era director de fàbrica de la Bond Bread Company.
Elaine era la gran de quatre germans; Marjorie, Conrad i Peter Fried. La seva mare li va donar suport en els seus interessos artístics; la portà als museus des que era ben petita i li ensenyà a dibuixar allò que veia. La seva habitació infantil estava decorada amb reproduccions de pintures. Mary Ellen O'Brien va estar internada en el Creedmoor Psychiatric Center durant un any després de ser denunciada per un veí per negligència infantil.
A l'escola primària, Elaine va començar a dibuixar i vendre retrats dels nens de la seva escola. Va assistir a l'Erasmus Hall High School de Brooklyn. Després de graduar-se, va anar breument al Hunter College de Nova York, on va fer amistat amb un grup de pintors abstractes i realistes socials.
El 1937 va assistir a l'Escola d'Art Leonardo da Vinci, activa entre 1923 i 1942, i va continuar els estudis a l'American Artists School, totes dues a Nova York. Mentrestant es guanyava la vida treballant com a model a l'escola d'art

## El matrimoni amb Willem de Kooning
A la tardor de 1938, el seu professor Robert Jonas la va presentar a Willem de Kooning en una cafeteria de Manhattan. Ella tenia 20 anys i ell 34 i havia d'exercir una gran influència en la seva vida. Elaine de Kooning ja coneixia la seva obra. Willem li donà classes de dibuix i pintura i es mostrà crític i exigent amb la seva alumna, fent-li dibuixar i tornar a dibuixar una figura o un bodegó i insistint en una definició lineal fina, precisa i clara recolzada per ombres. Fins i tot va destruir alguns dels seus dibuixos, però tot plegat va empènyer Elaine a buscar la precisió i la gràcia en la seva obra. Es van casar el 9 de desembre de 1943 i es van instal·lar al loft de Kooning al 143 West 21st Street
La parella va constituir el que després se n'ha dit un matrimoni obert; tots dos eren lliures sobre el sexe i els assumptes de l'altre. Elaine va tenir relacions amb homes que van ajudar Willem a avançar en la seva carrera, com Harold Rosenberg, un reconegut crític d'art, Thomas B. Hess, escriptor d'art i editor d'Artnews, i Charles Egan, propietari de la Charles Egan Gallery. Willem va tenir una filla, Lisa de Kooning, el 1956, arran de la seva relació amb Joan Ward.
Tant Elaine com Willem van lluitar amb l'alcoholisme, que finalment va portar-los a la separació el 1957. Elaine de Kooning romangué a Nova York, lluitant amb la pobresa, mentre que Willem es traslladà a Long Island i s'enfrontava a la depressió. Malgrat les seves lluites amb l'alcoholisme, tots dos van continuar pintant. Tot i que es van separar durant gairebé vint anys, mai es van divorciar, i finalment es van reunir el 1976.

## Carrera artística[8]
Elaine de Kooning va ser una gran artista de paisatges i retrats, molt activa en el moviment expressionista abstracte de principis del segle XXsegle {{{1}}}. Va ser membre del Eighth Street Club de Nova York. Entre el grup d'artistes que freqüentaven aquest club hi havia Jimmy Rosati, Giorgio Spaventi, Milton Resnick, Pat Passlof, Earl Kerkam, Ludwig Sander, Angelo Ippolito, Franz Kline, Clyfford Still, Hans Hofmann i el mateix Willem de Kooning. La pertinença d'una dona al grup era rara en aquella època.
Elaine promogué l'obra de Willem al llarg de la seva relació. Juntament amb el seu propi treball com a pintora, estava compromesa en el reconeixement de l'obra del seu marit. Tot i que no s'oblidà de la seva pròpia feina, era ben conscient que sovint es veia eclipsada per la fama del seu marit. Després de mostrar el seu treball a l'exposició de 1951 a la Sidney Janis Gallery Artists, Man and Wife, que també incloïa Jackson Pollock, Lee Krasner, Ben Nicholson i Barbara Hepworth, així com Jean Arp i Sophie Taeuber-Arp, va afirmar: "En aquell moment em va semblar una bona idea, però després vaig pensar que era una mica depriment per a les dones. Hi havia alguna cosa a l'exposició que d'alguna manera unia les dones-esposes als artistes reals".
L'any 1951 va participar en la 9th Street Art Exhibition, l'acte inaugural del moviment expressionista abstracte, on trobem, a més del seu marit, Jackson Pollock, Robert Motherwell, Ad Reinhardt i Joan Mitchell. Elaine de Kooning, però, destacava del corrent general per l'ús d'una figuració abstracta que la distingeix dels seus contemporanis, més portats per l'expressió del gest que per la figuració. Així va fer diversos retrats de personalitats importants de la seva època.
El 1952, va passar l'estiu amb el marxant d'art Leo Castelli als Hamptons amb William de Kooning.
L'abril de 1954 Elaine de Kooning va fer la seva primera exposició individual a la Stable Gallery (de vegades diu que va ser l'any 1952, però la galeria va ser fundada el 1953). Les dones sovint eren marginades en el moviment expressionista abstracte, i tractades com a objectes i accessoris per confirmar la masculinitat dels seus homòlegs masculins. Per això ella va optar per signar les obres amb les seves inicials en comptes del seu nom complet, per evitar que les seves pintures "fossin etiquetades com a femenines en un moviment tradicionalment masculí, i no fossin confoses amb les del seu marit Willem de Kooning".
Elaine de Kooning va ser una important escriptora i professora d'art. Va començar a treballar a la revista ARTnews el 1948 i hi va escriure més d'un centenar d'articles sobre grans figures del món de l'art. Elaine de Kooning va ser la primera artista nord-americana a la dècada de 1950 a assumir el paper de crítica d'art. "Com a escriptora, va escriure sobre cultura, art i noves idees a la seva generació d'artistes i lectors". Tot i que Elaine era una escriptora d'èxit, es considerava una "pintora per naturalesa". L'art i l'escriptura tractaven d'art i humanitat.
Durant la seva vida va ocupar càrrecs docents en moltes institucions d'educació superior. El 1957, després que Elaine i Willem de Kooning se separessin, va assumir una sèrie de treballs d'ensenyament a curt termini per mantenir-se. Va ensenyar a la Universitat de Nou Mèxic a Albuquerque, a la Universitat de Califòrnia a Davis, a Carnegie Mellon, Southampton College a Long Island, a la Cooper Union i al Pratt Institute de Nova York, a Yale, a RISD a Rhode Island, al Bard College, a la Universitat de Geòrgia i la New York Studio School de París. Entre 1976 i 1978, va ser la primera professora visitant d'art a la Universitat de Geòrgia (UGA) a Atenes. El 1985 va ser escollida a la National Academy of Design com a membre associada i es va convertir en acadèmica titular el 1988.
El 1972 va ser inclosa a la peça central de Some Living American Women Artists, un collage feminista de Mary Beth Edelson. El 2016, de Kooning va ser una de les dotze artistes dones presentades a l'exposició "Women of Abstract Expressionism" organitzada pel Denver Art Museum. L'objectiu d'aquesta exposició era ressaltar els talents i les perspectives úniques de les artistes dones que, com s'ha dit, sovint eren defugides o eclipsades pels seus homòlegs masculins. L'exposició va viatjar després al Mint Museum Uptown i al Museu d'Art de Palm Springs.
En ser la dona del famós pintor Willem de Kooning, només va rebre un veritable reconeixement uns anys abans de la seva mort. Les seves obres formen part de les col·leccions del Museum of Modern Art, del Metropolitan Museum Of Art i del Solomon R. Guggenheim Museum de Nova York.

## El seu art[11]
Elaine de Kooning va produir pintures abstractes i figuratives i dibuixos de natures mortes, paisatges urbans i retrats. La seva obra va estar influenciada pels artistes Willem de Kooning i Arshile Gorky, artistes que van treballar de manera abstracta i també figurativa. Els seus primers treballs apleguen aquarel·les i natures mortes, incloent cinquanta esbossos d'aquarel·la inspirats en una estàtua als jardins de Luxemburg a París. Més tard en la seva carrera, la seva obra va fusionar l'abstracció amb la mitologia, la imatgeria primitiva i el realisme. Sovint s'hi adverteix un estil gestual de retrat, encara que la seva obra és principalment figurativa, i rarament és purament abstracta. Durant la seva vida va produir un conjunt variat d'obres, incloent-hi escultures, gravats i obres inspirades en dibuixos rupestres, tot això a més de les seves pintures. La seva obra presenta una combinació entre pintura i dibuix, superfície i contorn, traç i línia, color i llum, transparència i opacitat. Quan li van preguntar sobre el seu estil, va respondre: "M'agrada més el caràcter que l'estil. El personatge surt de la feina. L'estil s'aplica o s'imposa a la feina. L'estil pot ser una presó".

### Obres primerenques
L'estiu de 1948, Elaine i Willem de Kooning van passar un estiu al Black Mountain College, prop d'Asheville, Carolina del Nord. Elaine va estudiar amb Josef Albers, R. Buckminster Fuller i Merce Cunningham. Participant habitual de les representacions teatrals, Elaine estava molt implicada en la vida social de la universitat. Allà va crear un cos de setze pintures abstractes amb corbes entrellaçades de colors. Tot i que el treball va ser útil en la seva progressió com a artista, va trobar que la seva sèrie era un carreró sense sortida i les va mantenir allunyades durant dècades.

### Retrats
Gran part de l'obra d'Elaine de Kooning va ser en el retrat. A més de pintar molts autoretrats al llarg de la seva vida, els seus temes sovint eren altres artistes —generalment homes—, inclosos els poetes Frank O'Hara, John Ashbery i Allen Ginsberg; l'escriptor Donald Barthelme; el crític d'art Harold Rosenberg; Thomas B. Hess, editor d'Artnews; la coreògrafa Merce Cunningham; el llegendari marxant d'art Leo Castelli; el músic de jazz Ornette Coleman; la famosa estrella del futbol brasiler Pelé; i els pintors Fairfield Porter, Alex Katz i el seu marit, Willem de Kooning. Tot i que va treballar en un mode expressionista abstracte gestual, mai va renunciar a treballar amb la figura que proporcionava la semblança de la persona.
Elaine va utilitzar una àmplia gamma de tècniques de dibuix i pintura virtuoses: dibuixos a llapis molt detallats i dibuixos amb tinta més lliures, traçats, esborrats, retalls i línies gràfics improvisats, pintura fina i impasto, "llapis de colors brillants i degotejants..." amb molts suports: llapis, tinta, carbó, guaix, collage, tècnica mixta, oli sobre paper, tela i masonita. "Aconsegueix distingir els trets facials i capta la presència de cada subjecte amb traços de pintura nítids i irregulars... Un dibuix del seu germà Conrad de 1951 mostra el cap i les espatlles sobre un fons fosc, amb una combinació de línies netes i traços més foscos que defineixen una figura contemplativa amb gran subtilesa. Sobre el seu retrat, Elaine de Kooning va escriure: "Quan vaig pintar els meus homes asseguts, els vaig veure com giroscopis. El retrat sempre m'ha fascinat perquè m'agrada el gest particular d'una determinada expressió o posició... Treballant la figura, volia que la pintura fluís a mesura que el sentiment s'estenia... "Va estudiar cada persona" per trobar la postura característica que la definiria. "Elaine de Kooning va pintar retrats d'homes de la seva vida, com el seu marit Willem de Kooning i el galerista Charles Egan, amb qui va tenir una relació.
Un bon exemple d'això és la sèrie d'estudis i retrats acabats del president John F. Kennedy, que va ser l'encàrrec més significatiu de la seva carrera. De Kooning també va fer una sèrie d'homes amb nens i una sèrie de dones després de reprendre la pintura un any després de la mort de John F. Kennedy.

### Nou Mèxic
A la tardor de 1958, fins a finals de la primavera de 1959, Elaine va obtenir una plaça de professora visitant a la Universitat de Nou Mèxic. Això li va donar l'oportunitat de submergir-se en el color i l'espai característics del paisatge del sud-oest. Va visitar Juárez, Mèxic, on va assistir a moltes corrides de toros. Va crear una sèrie de pintures inspirades en el tema amb colors atrevits i brillants.
Durant l'estada va viatjar a Sante Fe i va visitar Georgia O Keeffe. La va descriure com una "donzella alta" que "sembla un monjo i era molt enginyosa d'una manera seca". Va començar a experimentar amb pintura acrílica durant aquest temps. Va establir connexions amb estudiants com William Conger i va fer amistat amb els artistes Joan Oppenheimer, Connie Fox o Margaret Randall. També es va vincular amb Robert Mallary, un company instructor.
Durant la dècada de 1970 va produir una sèrie de quadres quasi figuratius i orgiàstics titulats Bacchus. Aquesta sèrie de pintures i aquarel·les que Elaine de Kooning va generar durant set anys va començar el 1976. Va quedar captivada per una escultura del segle xix del déu romà Bacus, que va veure als jardins de Luxemburg a París. Va admirar especialment la forma dinàmica i retorçada de l'escultura, que representa la commoció creada pel déu borratxo i els seus acompanyants igualment ebris. Va ser la primera vegada que feia servir pintura acrílica.

### Obres posteriors
El 1983 Elaine va visitar les pintures rupestres del Paleolític a Lascaux i a Altamira i va produir una sèrie de pintures titulades Cave Walls. En l'art paleolític va trobar les arrels de l'expressionisme abstracte, ja que tenen els mateixos processos d'improvisació i la mateixa tècnica espontània. En altres paraules, "va trobar l'art paleolític proper a l'art del segle XX".
L'any 1985, quan Elaine de Kooning va visitar la cova dels Pirineus espanyols, es va adonar que les formacions geològiques i les textures de la paret de la cova eren les mateixes que el seu sòl de color volador, degoteigs, rentats i traços, formes d'animals i dissenys que emergeixen dels seus contorns, i corroboraven la seva pròpia manera de treballar. Aquestes sèries de pintures es van exposar a la galeria Fischbach el novembre de 1988, tres mesos abans de la seva mort.

## Llegat
L'any 1994, després de la seva mort, es va publicar un recull dels seus escrits, sota el títol The Spirit of Abstract Expressionism: Selected Writings.
La casa i l'estudi que l'artista tenia a East Hampton van ser catalogats com a «Lloc Històric per al Servei de Parcs Nacionals» i han estat dedicats a centre per a artistes joves.

## Exposicions

#### Exposicions individuals
- 1952, 1954, 1956: Stable Gallery, Nova York;
- 1957: Tibor de Nagy Gallery, Nova York;
- 1958: Museum of New Mexico Art Gallery, (Santa Fe, Nou Mèxic);
- 1959: Lyman Allyn Art Museum, New London, Connecticut;
- 1960: Galeria Ellison, Fort Worth, TX;
- 1960, 1963, 1965, 1975: Graham Gallery, Nova York;
- 1964: 25 retrats de JFK, Peale House Gallery, Pennsylvania Academy of Fine Arts, Filadèlfia, Pennsilvània;
- 1979: Bacchus, Works on Paper, Museu d'Art i Biblioteca Lauren Rogers, Laurel, Mississipi;
- 1982, 1986: Gruenebaum Gallery Nova York;
- 1983: Elaine de Kooning i el motiu de Bacchus, Arts Club of Chicago, Chicago, Illinois;
- 1984: Elaine de Kooning: New Paintings, C. Grimaldi Gallery, Baltimore, Maryland;
- 1991: Black Mountain Paintings de 1948, Joan T. Washburn Gallery, Nova York;
- 2015: Elaine de Kooning: Portraits, National Portrait Gallery, Washington, DC

#### Exposicions col·lectives
- 1951, 1953-1957: 9th Street Art Exhibition, la primera "Exposició anual de pintors i escultors de Nova York" i les cinc exposicions següents "Exposicions anuals d'artistes de Nova York", Stable Gallery, Nova York;
- 1956: "Expressionisme abstracte" al Walker Art Center, Minneapolis, Minnesota; "Young American Painters", The Museum of Modern Art, Nova York; "Pittsburgh International", Carnegie Institute, Pittsburgh;
- 1958: "Action Painting, 1958", The Dallas Contemporary, Dallas, Texas;
- 1960: "Abstract Expressionists Painting of the Fifties", The Walker Art Center, Minneapolis, Minnesota;
- 1961: The Whitney Museum of American Art Annuals and Biennals, Nova York;
- 1964: "67th Annual American Exhibition: Directions in Contemporary Painting and Sculpture", The Art Institute of Chicago;
- 1980: "The Fifties: Aspects Painting in New York", Hirshhorn Museum and Sculpture Garden, Washington, DC; "Heads: An Exhibit of Portraits", C. Grimaldi Gallery, Baltimore, Maryland.
- 1990: "Four Centuries of Women's Art", National Museum of Women in the Arts, Washington, DC; "East Hampton Avant-Garde, A Salute to the Signa Gallery", Guild Hall Museum, East Hampton, Nova York.
- 1997: "Preservant el passat, assegurant el futur: donacions d'art 1987–1997", Museu Nacional de Dones en les Arts, Washington, D.C.
- 2015: "Marks Made: Prints by American Women Artists from the 1960 to the Present", Museum of Fine Arts, St Petersburg, Florida
- 2016: "Expanding the Narrative: Women Artists and Abstract Expressionism", el Virginia Museum of Fine Arts, Richmond, VA
- 2016: "Women in Abstract Expressionism", Denver Art Museum, Denver, CO
- 2019: "Sparkling Amazons: Abstract Expressionist Women of the 9th St", el Katonah Museum of Art, Westchester County, NY.
- 2019: "Postwar Women: alumnae of the Art Students League of New York 1945-1965", Phyllis Harriman Gallery, Art Students League of NY; organitzat per Will Corwin.
- 2020: "9th Street Club", Gazelli Art House, Londres; organitzat per Will Corwin.

#### Col·leccions públiques
- The Museum of Modern Art, Nova York, NY
- The Solomon R. Guggenheim Museum, Nova York, NY
- El Metropolitan Museum of Art, Nova York, NY
- El Museu d'Art de Denver, Denver, CO
- The National Academy Museum and School, Nova York, NY
- Museu d'Art del Comtat de Los Angeles (LACMA), Los Angeles, CA
- The National Portrait Gallery, Washington, D.C.
- Guild Hall Center for the Visual and Performing Arts, East Hampton, Long Island, Nova York
- Museu Nacional de les Dones en les Arts, Washington, DC

La National Portrait Gallery de la Smithsonian Institution té la col·lecció més gran de retrats de De Kooning.

### Ocupacions com a professora universitària
- 1958-59: Universitat de Nou Mèxic
- 1960: Universitat Estatal de Pennsilvània
- 1963-64: Universitat de Califòrnia Davis
- 1967: Universitat Yale
- 1968: Institut Pratt
- 1968-70: Universitat Carnegie-Mellon
- 1971-72: Universitat de Pennsilvània
- 1971: Col·legi Wagner
- 1974: New York Studio School
- 1974-75: Parsons School of Design
- 1976-79: Universitat de Geòrgia